# Koji Hachisuka
Koji Hachisuka (født 20. juli 1990) er en japansk fodboldspiller.
Han har spillet for flere forskellige klubber i sin karriere, herunder Vegalta Sendai.